# Piotr Brzoza
Piotr Brzoza (ur. 19 października 1966 w Tarnowskich Górach), polski piłkarz, grający na pozycji obrońcy. Znany głównie z występów w Polonii Bytom, Śląsku Wrocław, Górniku Zabrze i Odrze Wodzisław Śląski. Były reprezentant Polski.

## Reprezentacja Polski
| l.p. | Data           | Miejsce   | Przeciwnik | Rezultat | Rozgrywki  | Grał   | Uwagi |
| ---- | -------------- | --------- | ---------- | -------- | ---------- | ------ | ----- |
| 1.   | 10 lutego 1988 | Ramat Gan | Izrael     | 3-1      | towarzyski | od 73' |       |